# Stelis affinis
Stelis affinis är en orkidéart som beskrevs av Charles Schweinfurth. Stelis affinis ingår i släktet Stelis och familjen orkidéer. Inga underarter finns listade i Catalogue of Life.